# Haworthia pumila
Espèce
Haworthia pumila est une espèce de plante succulente du genre Haworthia, de la famille des Asphodelaceae, originaire d'Afrique du Sud.

## Description
Haworthia pumila est l’une des espèces les plus grandes du genre. Elle se distingue par ses feuilles minces, pointues, à tubercules blancs, qui chez certains cultivars peuvent être en forme de pâte. Il s’agit de l’un des plus grands Haworthias, mais sa croissance est lente et il faut des années pour atteindre sa dimension mature. Ces plantes vivent environ 30 à 40 ans si elles sont cultivées correctement.
Les feuilles mesurent 7 à 14 cm de long, environ 2 cm de large à la base ; elles sont triangulaires-ovales à largement lancéolées, dressées et incurvées, de couleur vert brunâtre foncé ; les deux faces sont  couvertes de larges tubercules blancs à rangs indistincts, particulièrement visibles sur le dessous de la feuille. Les tubercules sont plus ou moins ronds et surélevés.
Ses fleurs, un peu plus grandes que chez les autres espèces, sont de couleur verdâtre à blanc brunâtre et de texture cireuse.

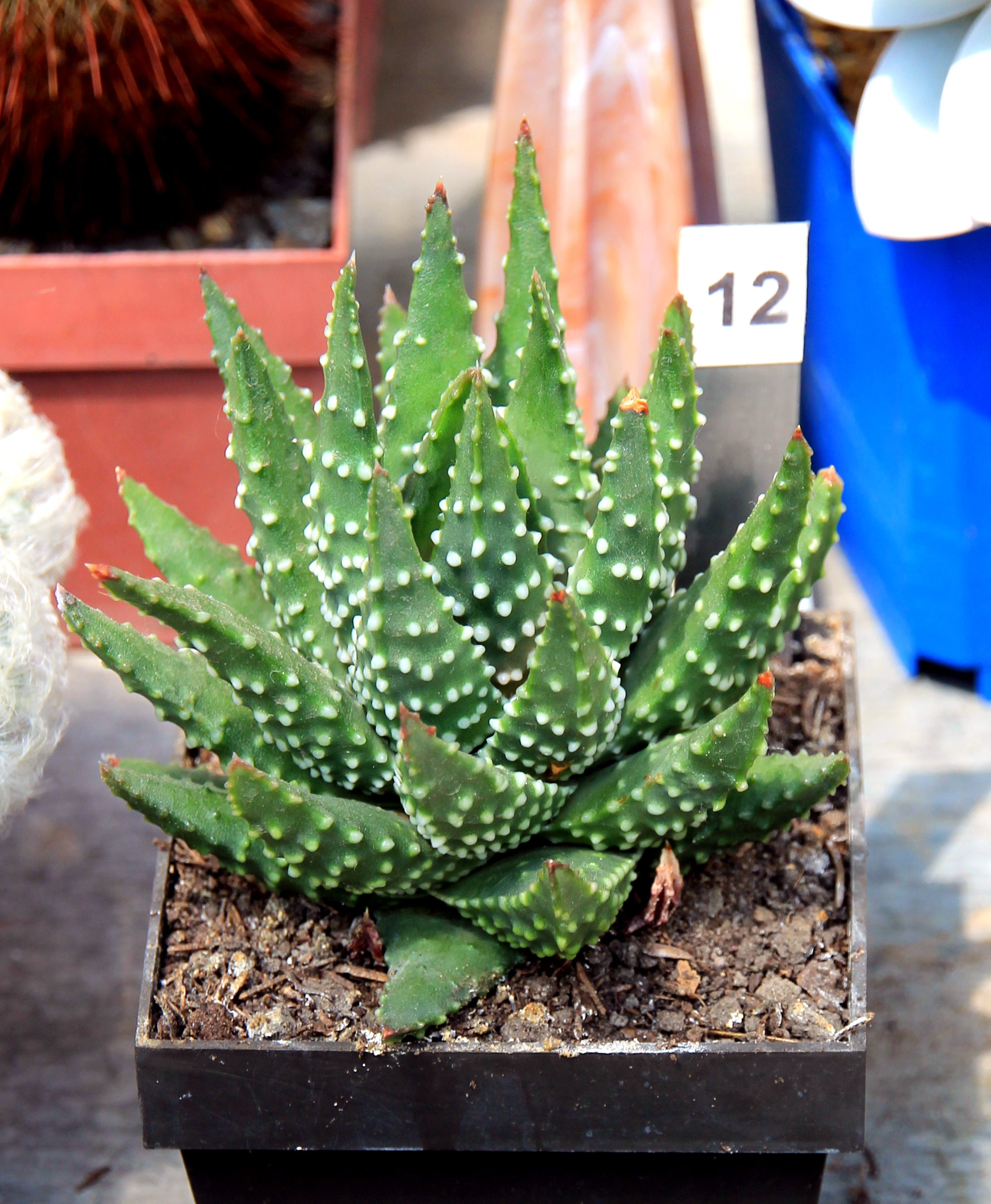
H. Pumila var. margaretifera

## Sous-espèces, variétés et cultivars
- H. pumila var. margaretifera
- H. pumila cv. 'Tenshi no Namida
- H. pumila cv. 'Little Donut

## Culture
Haworthia pumila est facile à cultiver et nécessite relativement peu d’entretien, ce qui en fait une plante d’intérieur appréciée ; elle peut également être cultivée en jardin, avec d’autres plantes succulentes, à l'ombre ; elle s'accommode d'une exposition légère au soleil, les feuilles développant une teinte rougeâtre et restant compactes.